# Пустеник
Пустеник (алб. Bushalë) је насеље у општини Качаник на Косову и Метохији. Атар насеља се налази на територији катастарске општине Пустеник површине 1087 ha. Пустеник се налази у долини и околини ушћа Котлинске реке, недалеко од Качаника. Подељено је на Стари Пустеник и Нови Пустеник. По турском попису из 1452. године, у селу је било 50 српских домова, међу којима и дом сеоског попа. Словенски живаљ се одржао до почетка 18. века. На улазу у село, на истакнутом брегу, стоје остаци цркве непознатог светитеља. И сада се, одређених дана у години, на овом црквишту окупљају Роми и понеки муслимани да пале свеће и доводе болеснике „на исцељење“.

## Демографија
Насеље има албанску етничку већину.
Број становника на пописима:
- попис становништва 1948. године: 615
- попис становништва 1953. године: 628
- попис становништва 1961. године: 519
- попис становништва 1971. године: 505
- попис становништва 1981. године: 609
- попис становништва 1991. године: 637